# Pelago
Pelago é uma comuna italiana da região da Toscana, província de Florença, com cerca de 7.267 habitantes. Estende-se por uma área de 54 km², tendo uma densidade populacional de 135 hab/km². Faz fronteira com Montemignaio (AR), Pontassieve, Pratovecchio (AR), Reggello, Rignano sull'Arno, Rufina.

## Demografia
| Variação demográfica do município entre 1861 e 2011                               |
|                                                                                   |
| Fonte: Istituto Nazionale di Statistica (ISTAT) - Elaboração gráfica da Wikipedia |